# Neyruz
Neyruz is een gemeente en plaats in het Zwitserse kanton Fribourg, en maakt deel uit van het district Saane/Sarine.
Neyruz telt 1857 inwoners.